# Micropodabrus specialithorax
Micropodabrus specialithorax is een keversoort uit de familie soldaatjes (Cantharidae). De wetenschappelijke naam van de soort werd in 1916 gepubliceerd door Maurice Pic.